# Marcin Korbacz
Marcin Korbacz (ur. 3 maja 1969 w Skarżysku-Kamiennej) – polski muzyk rockowy. W swojej karierze współpracował z zespołami: Głos Ameryki, The Lovers, L.O.27, Soundriver, Izabelą Trojanowską, Bronisławem Opałko. W latach 1993–2007 był perkusistą zespołu Mafia. Od 2007 członek De Mono.
Absolwent Wydziału Nauczycielskiego Politechniki Radomskiej. Mieszka w Kielcach.

## Dyskografia
- The Lovers – Love and Revolution (1992)
- Mafia – Gabinety (1994) (Złota Płyta)
- Banda Mikołaja – Kolor nadziei (1995) – singel
- Mafia – FM (1997) (Platynowa Płyta)
- Mafia – Wolność w nas (1997) – singel
- LO27 – Odlotowe wakacje (1998)
- Mafia – 99 (1999)
- Mafia – Vendetta (2005)
- De Mono – No Stress (2010) (Złota Płyta)
- Izabela Trojanowska – Życia zawsze mało (2011)
- De Mono – Spiekota (2012)
- De Mono – Symfonicznie (2014)
- Bronisław Opałko – Jeszcze mi się śni... (2015)
- De Mono - XXX (2017)
- De Mono - XXX+ (2018)
- De Mono - Reset (2019)
- De Mono - Osiecky (2021)